# 伊射奈岐神社 (天理市)
伊射奈岐神社（いざなぎじんじゃ）は、奈良県天理市にある神社。崇神天皇陵近くの大和天神山古墳に鎮座する。

## 歴史
延喜式神名帳にある城上郡の伊射奈岐神社に比定される。楊本天神、楊本天満宮と称し、かつては南東の山田垣内にあったといわれる。文明年間には現在地に鎮座し、楊本の総鎮守とされていた。寛正2年4月6日（1461年5月24日）には興福寺大乗院主・尋尊が、天文22年2月28日（1553年4月20日）には三条西公条が参詣している。同24年8月29日（1555年9月24日）には後奈良天皇が綸旨を下し、8月だった神事を9月に定めるとともに、柳原淳光に皇室再興を祈らせた。江戸時代には柳本藩主織田氏の庇護を受け、柳本藩社と呼ばれた。
かつては神事は8月10日に行なわれ、3斗が神楽料にあてられていた。祭礼は簡素化されたが、明治初期までは猿束、狐束、柘榴束などと呼ぶ7種類の御供を作って渡御をする神事があり、元亀2年8月10日（1571年9月9日）に作られた御供用の板木2枚が残っていた。板木は桜で、1枚は表に鮎、裏に梅と蝦を、もう1枚には鯉が描かれる。

## 境内

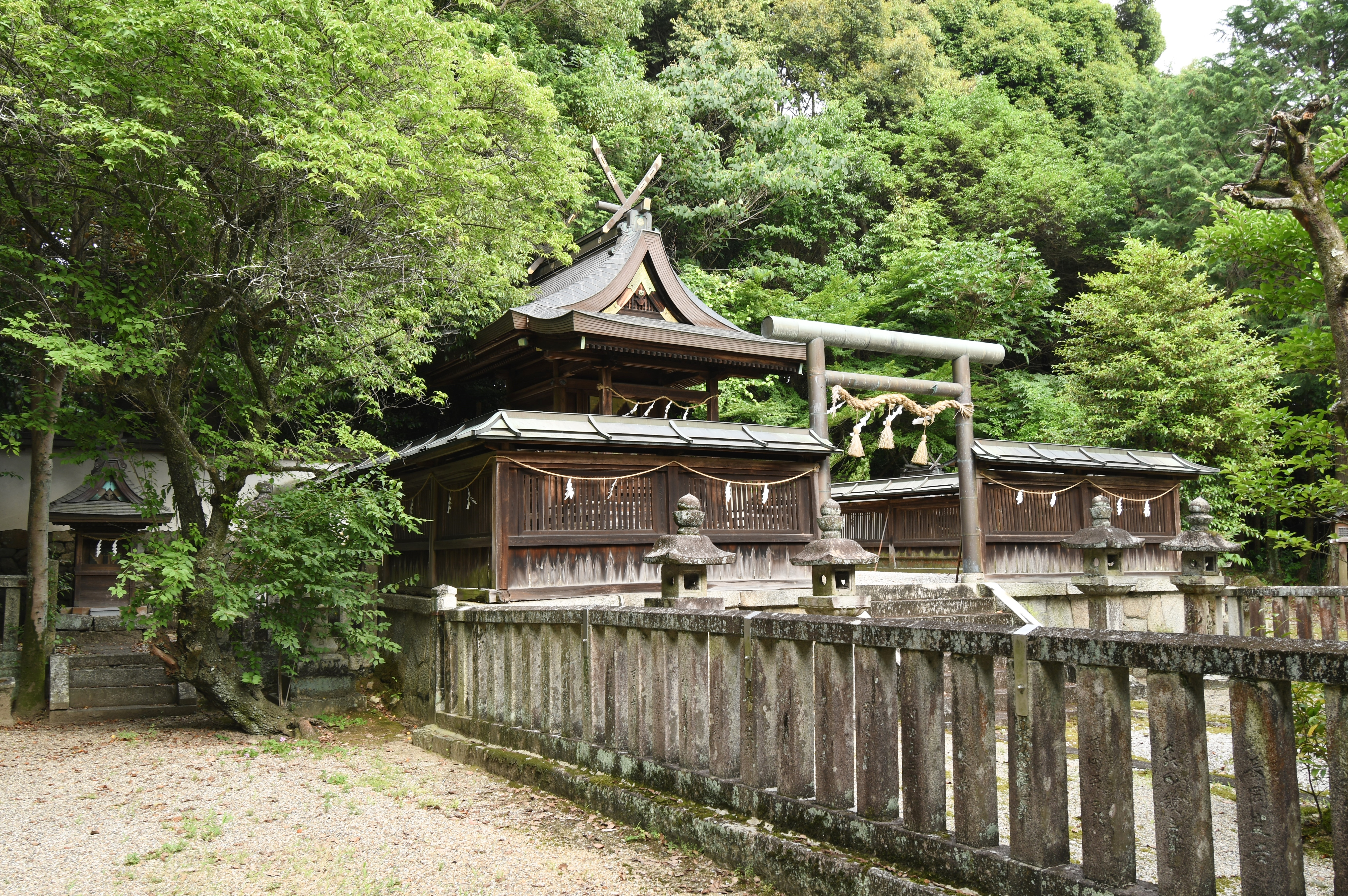
本殿
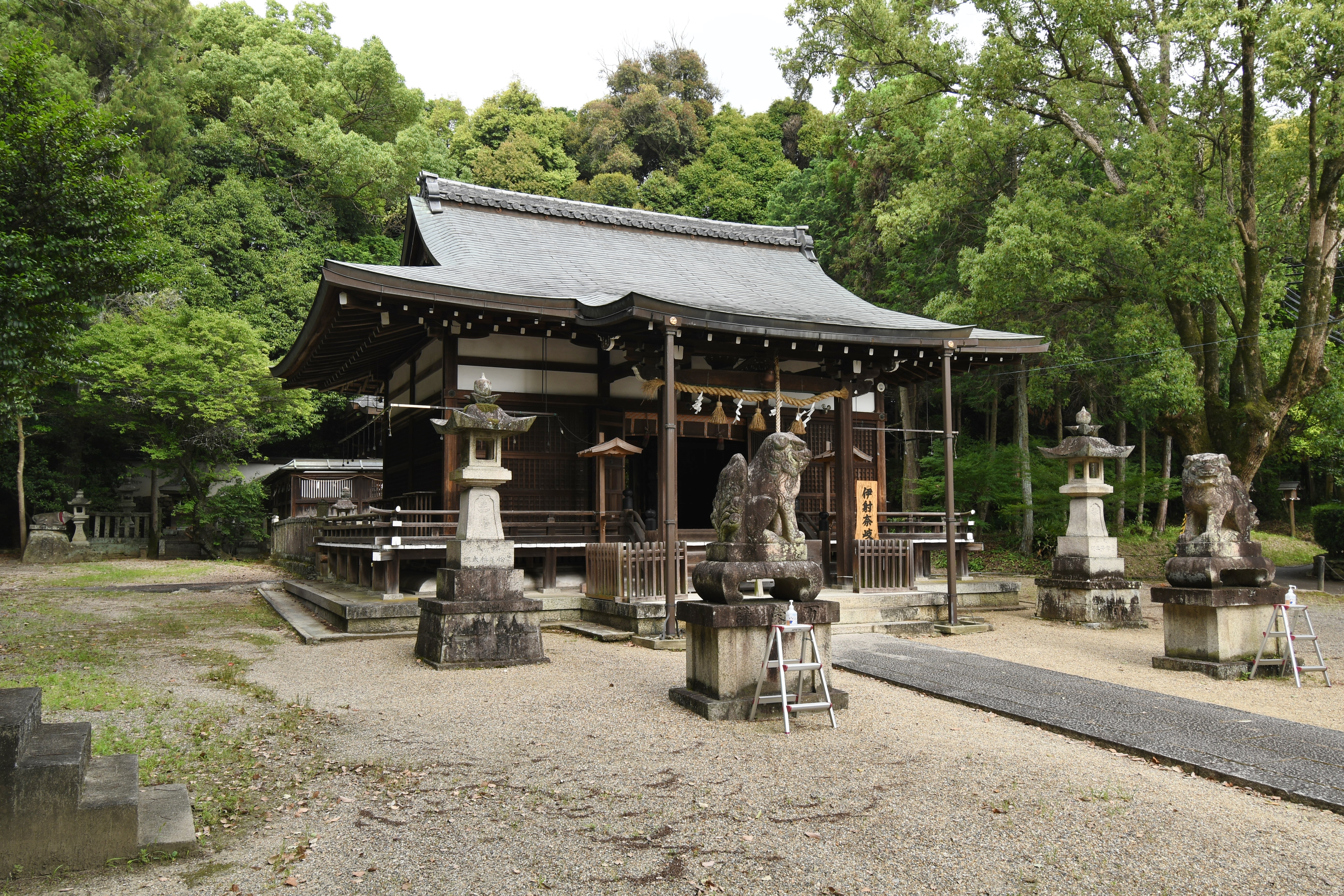
拝殿
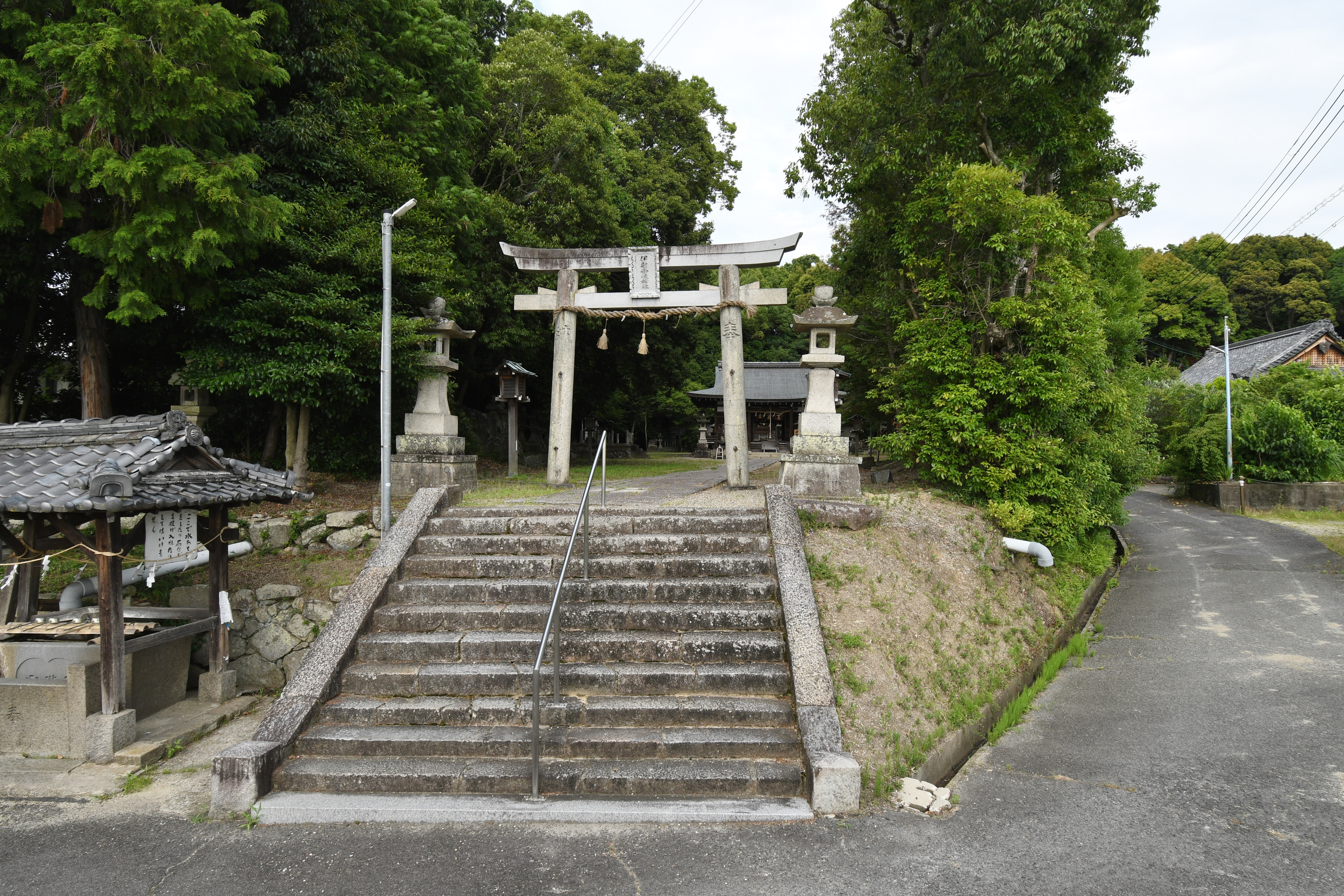
鳥居

## アクセス
- JR西日本桜井線柳本駅から徒歩5分